# Propulsor de combustible líquido

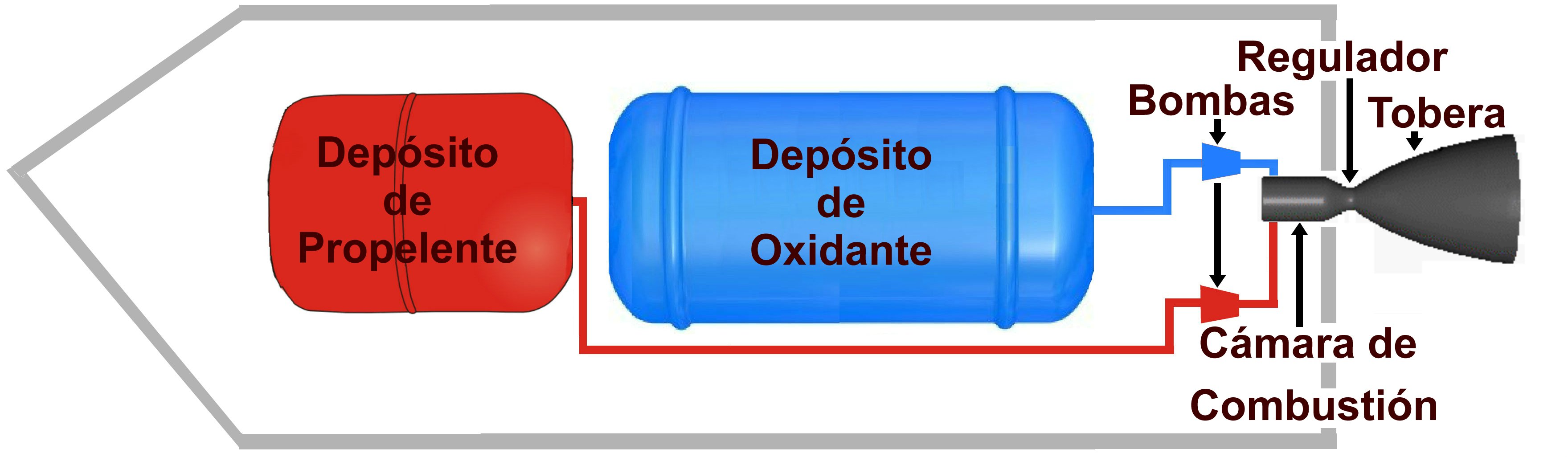
Esquema de un cohete propulsado por combustible líquido

Un propulsor de combustible líquido es un tipo de motor cohete que utiliza propelentes líquidos. Los líquidos presentan la ventaja de que su densidad razonablemente alta permite que el volumen de los tanques de almacenamiento de los propelentes sea relativamente bajo, y es posible utilizar turbobombas centrífugas ligeras para impulsar el propelente desde los tanques a la cámara de combustión, lo que significa que los propulsores pueden mantenerse a baja presión. Esto permite el uso de tanques de propulsor de poco peso, optimizando la relación peso/potencia del cohete.
A veces se usa en motores pequeños más simples un gas inerte almacenado en un tanque a alta presión en lugar de bombas para forzar el paso de los propulsores a la cámara de combustión. Estos motores pueden tener una relación de masa más baja, pero generalmente son más fiables, y por lo tanto, se usan ampliamente para el mantenimiento de la órbita en satélites.
Los propulsores de combustibles líquidos pueden funcionar con un solo componente (tipo "monopropelente"), con dos (tipo "bipropelente") o más raramente con tres (tipo "tripropelente"). Algunos se diseñan para proporcionar empuje variable y otros pueden reiniciarse después de un apagado anterior en el espacio. Los propulsores líquidos también se usan en los cohetes híbridos, en los que un oxidante líquido generalmente se combina con un combustible sólido.

## Historia

Robert Goddard, abrigado contra el clima frío de Nueva Inglaterra del 16 de marzo de 1926, sostiene el bastidor de lanzamiento de su invención más notable: el primer cohete de combustible líquido.

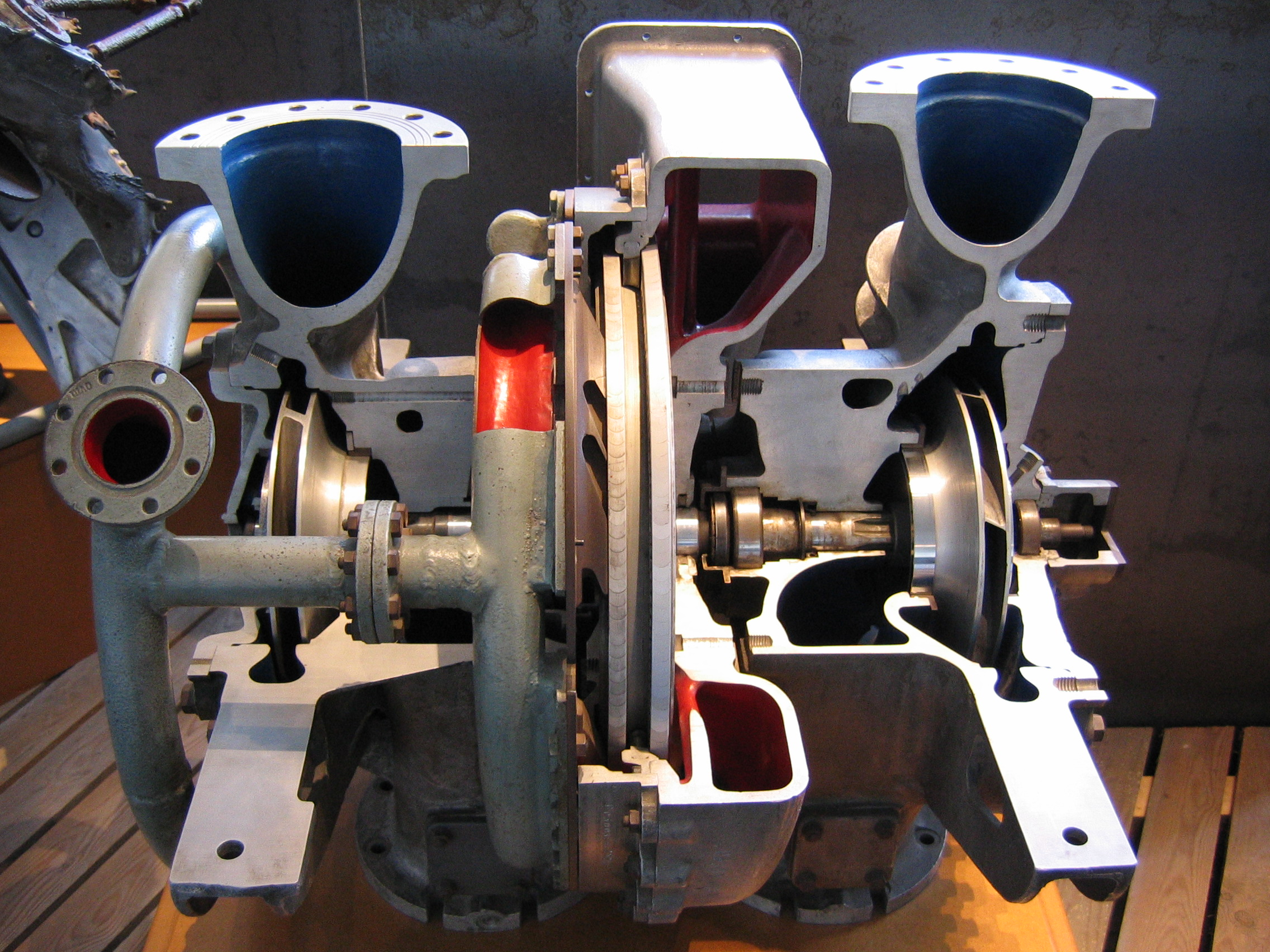
Conjunto de turbobombas de un cohete V-2 en sección. El rotor de la turbina está en el centro, y los rotores de las bombas a ambos lados

La idea del cohete de combustible líquido tal como se entiende en el contexto moderno, aparece por primera vez en el libro "La exploración del espacio cósmico mediante dispositivos de reacción", del maestro de escuela ruso Konstantín Tsiolkovski. Este tratado seminal sobre astronáutica se publicó en mayo de 1903, pero no se distribuyó fuera de Rusia hasta años después, y los científicos rusos le prestaron poca atención.
Pedro Eleodoro Paulet Mostajo (2 de julio de 1874 - 30 de enero de 1945) fue un científico e inventor peruano que en 1895, fue presuntamente la primera persona en construir un cohete de combustible líquido y, en 1900, la primera persona en construir un moderno sistema de propulsión para un cohete. El Museo Nacional del Aire y el Espacio en Washington D. C., tiene una pequeña placa que honra la memoria de Paulet. Fue el único desarrollador conocido de experimentos con motores cohete de propulsor líquido en el siglo XIX, siendo considerado uno de los "padres de la aeronáutica". Sin embargo, no publicó su trabajo. En 1927 escribió una carta a un periódico en Lima, afirmando que había experimentado con un motor cohete de propelente líquido cuando era estudiante en París tres décadas antes. Los historiadores de los primeros experimentos de cohetería, entre ellos Max Valier, Willy Ley y John D. Clark, han otorgado diferentes grados de credibilidad al informe de Paulet, que describió sus pruebas de laboratorio, pero que no afirmó haber lanzado un cohete de este tipo. Wernher von Braun, en su libro Historia mundial de la aeronáutica, afirma: "Pedro Paulet estuvo en París en esos años (1900), experimentó con su pequeño motor de dos kilos y medio y logró 100 kg de empuje. Por este hecho, Paulet debe ser considerado el pionero del motor de propulsión de combustible líquido". Además, en su History of Rocketry and Space Travel, von Braun reconoce que "con sus esfuerzos, Paulet ayudó al hombre a llegar a la Luna".
El primer vuelo de un cohete propulsor de combustible líquido tuvo lugar el 16 de marzo de 1926 en Auburn (Massachusetts), cuando el profesor estadounidense Robert Goddard lanzó un vehículo utilizando oxígeno líquido y gasolina como propelentes. El cohete, que recibió el apodo de "Nell", subió apenas 41 pies durante un vuelo de 2.5 segundos que terminó en un campo de coles, pero fue una demostración importante de que los cohetes de combustible líquido eran posibles. Goddard propuso estos propulsores unos quince años antes, y comenzó a experimentar seriamente con ellos en 1921.
En Alemania, ingenieros y científicos se entusiasmaron con los cohetes de combustible líquido, construyéndolos y probándolos a principios de la década de 1930 en Kummersdorf, cerca de Berlín. Este grupo de aficionados a los cohetes, el VfR, incluía a Wernher von Braun, que se convirtió en el jefe de la estación de investigación del ejército que secretamente construyó el misil V-2 para los nazis. El científico germano-rumano Hermann Julius Oberth publicó un libro en 1922 sugiriendo el uso de propelentes líquidos.

Plano del prototipo del avión cohete He 176 V1

A finales de la década de 1930, el uso de la propulsión con cohetes para el vuelo tripulado comenzó a experimentarse seriamente, y el avión alemán Heinkel He 176 realizó el primer vuelo tripulado, impulsado por un cohete de combustible líquido diseñado por el ingeniero aeronáutico alemán Hellmuth Walter el 20 de junio de 1939. El único avión de combate propulsado por cohetes producido en serie que entró en combate, el Me 163B Komet en 1944-45, también utilizaba un motor cohete de combustible líquido diseñado por Walter, el Walter HWK 109-509, que producía hasta 1.700 kgf (3.800 lbs/f) de empuje a máxima potencia.
Después de la Segunda Guerra Mundial, el gobierno y el ejército estadounidense finalmente consideraron seriamente los cohetes con propulsores líquidos como armas y comenzaron a financiar realizaciones en este campo. La Unión Soviética hizo lo mismo, y así comenzó la carrera espacial.

## Tipos
Los cohetes de combustible líquido se han construido utilizando uno, dos o tres líquidos propelentes. Los "cohetes bipropelentes líquidos" generalmente usan un combustible líquido, como hidrógeno líquido o un combustible hidrocarburo como RP-1, y un líquido oxidante, como oxígeno líquido. El motor puede ser un motor cohete criogénico, donde el combustible y el oxidante, como el hidrógeno y el oxígeno, son gases que se han licuado a temperaturas muy bajas.
Los cohetes de propelente líquido pueden ser aceleradores (con empuje variable) en tiempo real, para lo que disponen de un control de la relación de mezcla (proporción en la que se mezclan el oxidante y el combustible); también pueden apagarse y, con un sistema de encendido adecuado o un propulsor de autoencendido, reiniciarse.
También se usan en ocasiones en los cohetes híbridos, en los que un oxidante líquido se combina con un combustible sólido. : 354–356 

## Principio de operación

Esquema de un propulsor de combustible líquido de dos componentes
1 - Toma del depósito de combustible
2 - Toma del depósito de oxidante
3 - Bomba de combustible
4 - Bomba de oxidante
5 - Turbina
6 - Generador de gas
7 - Válvula del generador de gas (combustible)
8 - Válvula del generador de gas (oxidante)
9 - Válvula principal de combustible
10 - Válvula principal del oxidante
11 - Escape de la turbina
12 - Inyectores
13 - Cámara de combustión
14 - Tobera

Todos los motores cohete de combustibles líquidos utilizan tanques y tuberías para almacenar y transferir el propelente, un sistema de inyectores, una cámara de combustión que casi siempre es cilíndrica y una (a veces dos o más) toberas. Los sistemas líquidos permiten un impulso específico mayor que los motores de cohetes híbridos y sólidos; y pueden proporcionar una eficiencia de tanques muy alta.
A diferencia de los gases, un propelente líquido típico tiene una densidad similar a la del agua, aproximadamente 0.7-1.4 g/cm³ (excepto el hidrógeno líquido, que tiene una densidad mucho menor), mientras que requieren solo una presión de vapor relativamente baja. Esta combinación de adecuada densidad y baja presión permite utilizar tanques muy ligeros; que conllevan un peso de aproximadamente tan solo el 1% del contenido de propelentes densos y alrededor del 10% para el hidrógeno líquido (debido a su baja densidad y a la masa del aislamiento requerido).
Para la inyección en la cámara de combustión, la presión del propelente en los inyectores debe ser mayor que la presión de la cámara; esto se puede lograr con una bomba. Los sistemas de bombeo generalmente usan turbobombas centrífugas debido a su alta potencia y peso ligero, aunque se han utilizado bombas de émbolo en el pasado. Las turbobombas son generalmente extremadamente ligeras y pueden dar un excelente rendimiento, con un peso en la Tierra muy por debajo del 1% del empuje. De hecho, la relación empuje a peso total de los motores cohete que utilizan una turbobomba alcanzan valores tan altos como 155:1, como en el motor cohete Merlín de SpaceX; y hasta de 180:1 con la versión de vacío.
Alternativamente, en lugar de bombas, se puede usar un tanque pesado de un gas inerte a alta presión, como el helio, y se puede renunciar a la bomba; pero la mejora de rendimiento que se puede alcanzar es a menudo muy baja, debido a la masa extra del tanque, reduciendo el rendimiento; pero para su uso a gran altitud o en el vacío, la masa del tanque puede ser aceptable.
Los principales componentes de un motor cohete son la cámara de combustión (cámara de empuje), el sistema de alimentación, el sistema de ignición pirotécnico, los propelentes, las válvulas, los reguladores, los tanques de los propelentes y la tobera del motor cohete. En términos de alimentación de propelentes a la cámara de combustión, estos motores pueden ser de ciclo de tanque presurizado o de alimentados por bombas, y los motores alimentados por bomba funcionan según un ciclo de generación de gas, un sistema de combustión escalonada o un ciclo de expansión.
Se pueden hacer pruebas de un motor de combustible líquido antes de su uso, mientras que para los motores de combustible sólido se debe aplicar una gestión de la calidad rigurosa durante su fabricación para garantizar una alta fiabilidad. Estos propulsores de combustible líquido también puede reutilizarse para varios vuelos, como en el Transbordador STS y en los cohetes de la serie Falcon 9.

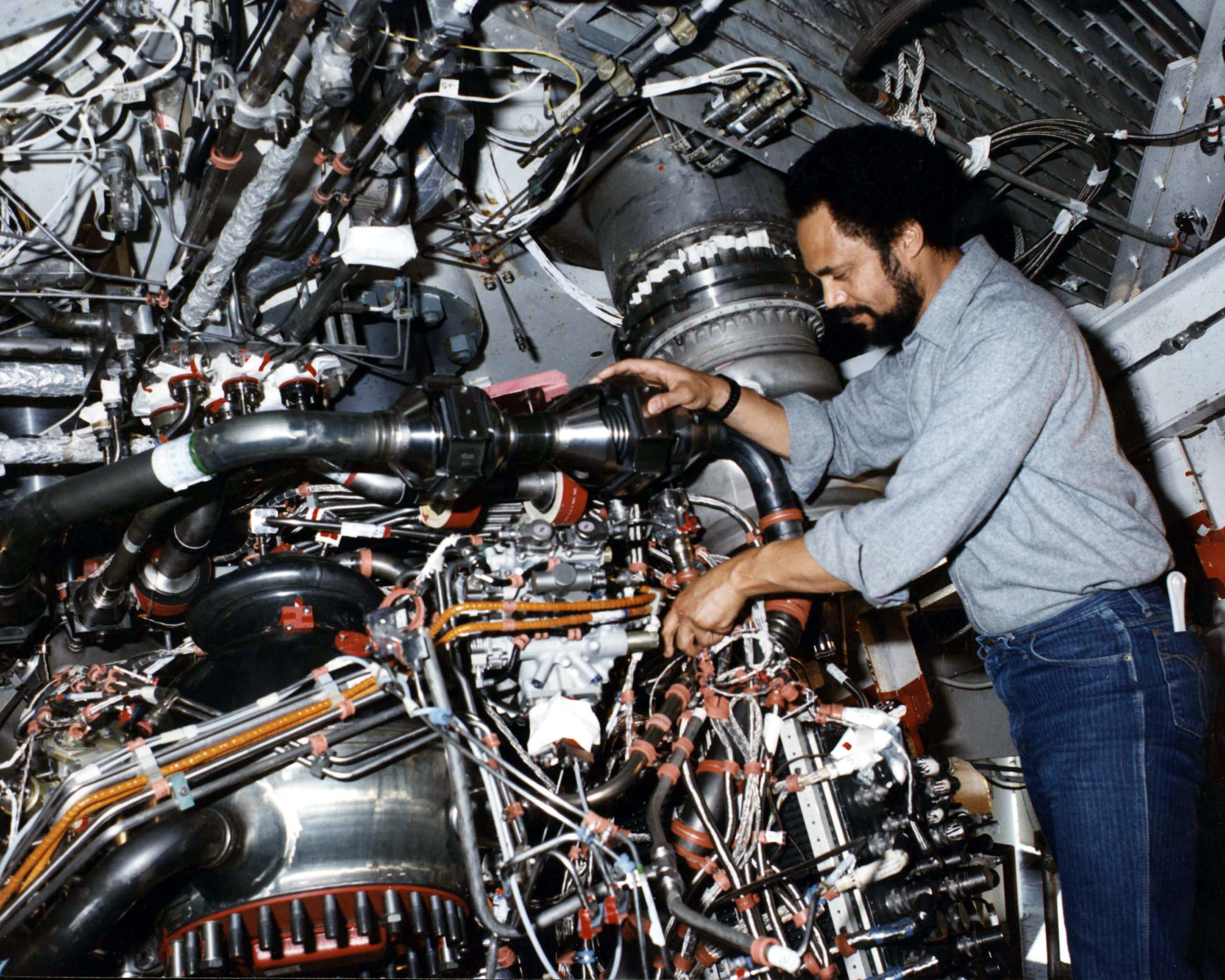
Los cohetes de bipropelentes líquidos son conceptualmente simples, pero debido a las altas temperaturas y a las piezas móviles de alta velocidad, son muy complejos de construir en la práctica.

El uso de propelentes líquidos puede asociarse con una serie de problemas:
- Debido a que el propelente es una proporción muy grande de la masa del vehículo, el centro de masas se desplaza significativamente hacia atrás a medida que se utiliza el propelente; se podría perder el control del vehículo si su masa central se acerca demasiado al centro de arrastre.
- Cuando se opera dentro de una atmósfera, la presurización de los tanques de propelente de paredes muy finas debe garantizar un valor de la presión positivo en todo momento para evitar el colapso catastrófico del tanque.
- Los propulsores líquidos están sujetos a agitación mecánica, lo que puede producir la pérdida de control del vehículo. Este efecto se puede evitar con deflectores de derrame en los tanques, así como con el uso de trayectorias del cohete previamente estudiadas.
- Pueden sufrir efecto pogo, de forma que el cohete experimenta ciclos de aceleración no controlados.
- Los propulsores líquidos a menudo necesitan el drenado de los gases residuales en gravedad cero para evitar la aspiración del gas hacia los motores al arrancar. También están sujetos a agitación vorticial dentro del tanque, particularmente cuando el depósito empieza a vaciarse, lo que también puede provocar que el gas sea aspirado hacia el motor o la bomba.
- Los propulsores líquidos pueden tener fugas, especialmente hidrógeno, lo que posiblemente conduzca a la formación de una mezcla explosiva.
- Los modelos de turbobomba para bombear propulsores líquidos son complejos de diseñar y pueden sufrir fallos graves, como exceso de velocidad si se secan o se producen fragmentos a alta velocidad si las partículas metálicas del proceso de fabricación entran en la bomba.
- Los propelentes criogénicos, como el oxígeno líquido, congelan el vapor de agua atmosférico, formando hielo. Esto puede dañar el sellado o bloquear las válvulas y puede causar fugas y otros fallos. Evitar este problema a menudo requiere largos procedimientos de "enfriamiento" que intentan eliminar la mayor cantidad posible de vapor del sistema. El hielo también puede formarse en el exterior del tanque y luego caer y dañar el vehículo. El aislamiento externo de espuma puede causar problemas, como en el caso del accidente del transbordador espacial Columbia. Los propelentes no criogénicos no causan tales problemas.
- Los cohetes líquidos no almacenables requieren una preparación considerable inmediatamente antes del lanzamiento. Esto los hace menos prácticos que los cohetes de combustible sólido para la mayoría de los sistemas de armas.

## Propulsores
A lo largo de los años se han probado miles de combinaciones de combustibles y oxidantes. Algunos de los más comunes y prácticos son:

### Criogénicos
- Oxígeno líquido (O2) e hidrógeno líquido (H2): Motores principales del Transbordador STS; etapa principal del Ariane 5 y la segunda etapa del Ariane 5 ECA; el motor del BE-3 del New Origin de Blue Origin; la primera y la segunda etapas del Delta IV; las etapas superiores del Ares I; diversas etapas de los cohetes Saturno V, Saturno IB y Saturno I; una etapa del cohete Centaur; la primera etapa y la segunda etapa de los H-II, H-IIA, H-IIB; y la etapa superior del Vehículo de Lanzamiento de Satélites Geosíncronos.
- Oxígeno líquido (LOX) y metano líquido (CH4): motores en desarrollo Raptor de (SpaceX) y BE-4 (Blue Origin).

Una de las mezclas más eficientes, oxígeno e hidrógeno, presenta el problema de las temperaturas extremadamente bajas requeridas para almacenar hidrógeno líquido (alrededor de 20 K o -253 °C) y muy baja densidad de combustible (70 kg/m³, en comparación con el RP-1, con 820 kg/m³), necesitando tanques grandes que también deben ser livianos y aislantes. El ligero aislamiento de espuma en su tanque externo condujo al Transbordador espacial Columbia a su destrucción, cuando una pieza se desprendió, dañó su ala y provocó que se rompiera durante la reentrada atmosférica.

### Semicriogénicos
- Oxígeno líquido (LOX) y queroseno o RP-1: Primera etapa del Saturno V; cohete Zenit; vehículos derivados del R-7, incluidas las primeras etapas del Soyuz; cohete Delta; Saturno I y Saturno IB; Titan I y Atlas; Falcon 1 y Falcon 9
- Oxígeno líquido (LOX) y alcohol (etanol, C2H5OH): primeros cohetes de combustible líquido, como el A4 alemán de la Segunda Guerra Mundial, también conocido como Cohete V2; y los cohetes Redstone.
- Oxígeno líquido (LOX) y gasolina: el primer cohete de combustible líquido de Robert Goddard.
- Oxígeno líquido (LOX) y monóxido de carbono (CO): Propuesto para un vehículo saltador con destino a Marte (dotado con un impulso específico de aproximadamente 250 s), principalmente porque el monóxido de carbono y el oxígeno pueden ser producidos directamente por la electrólisis del dióxido de zirconio de la atmósfera marciana sin requerir el uso de ninguno de los recursos hídricos marcianos para obtener hudrógeno.[10]

### Hipergólicos

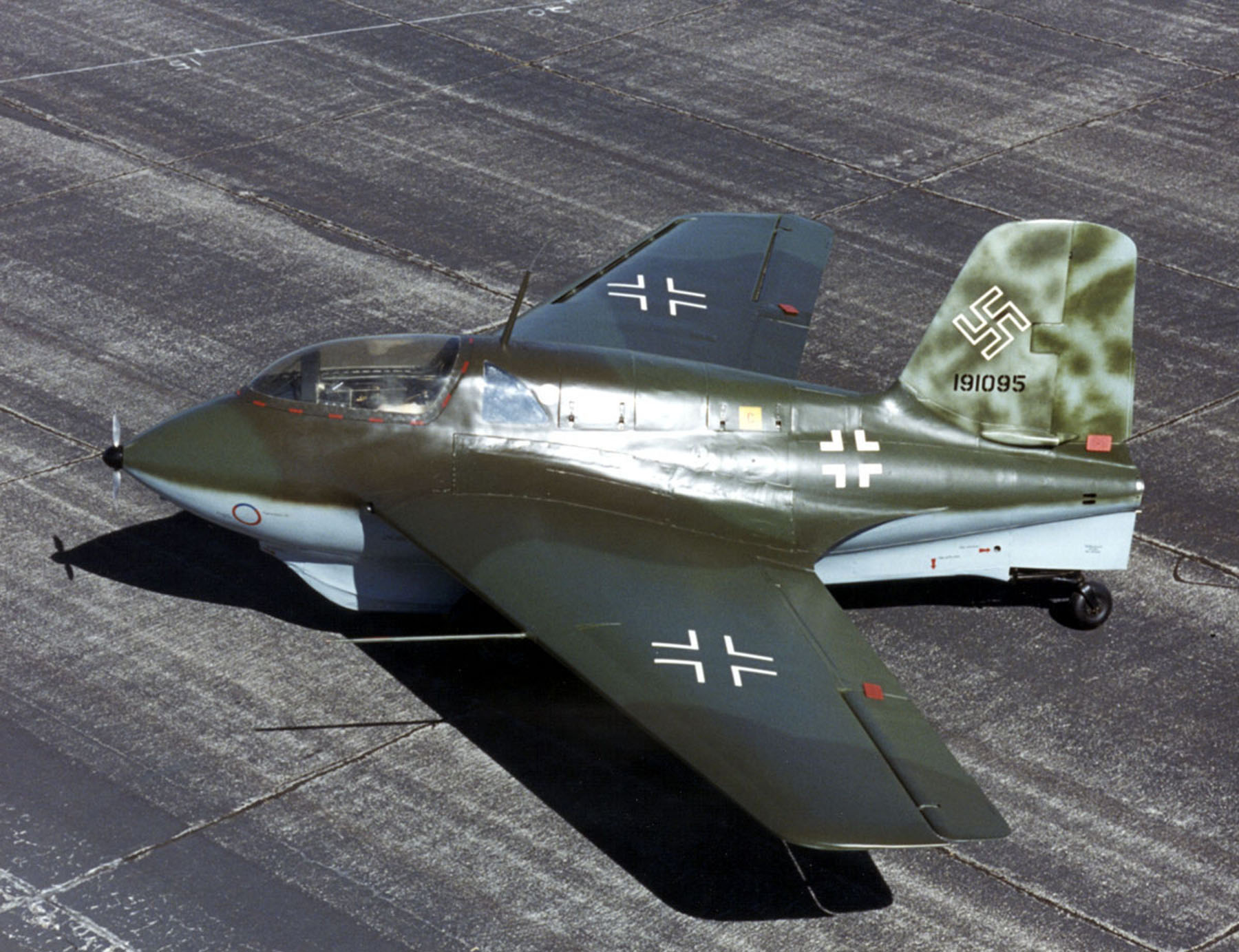
Me 163B Komet exhibido en el Museo Nacional de la Fuerza Aérea de Estados Unidos

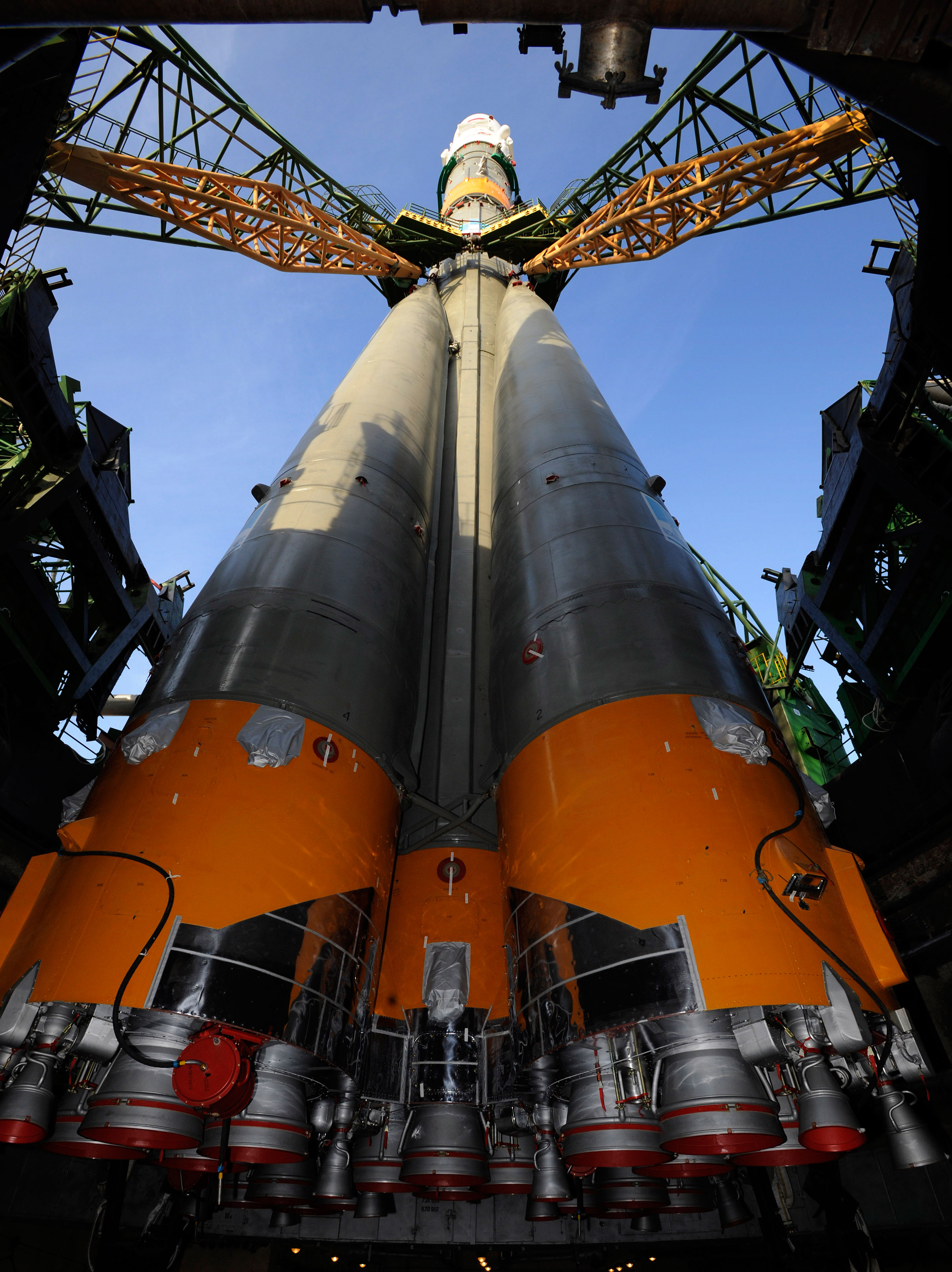
Rampa de lanzamiento del Soyuz TMA-13 en el Cosmódromo de Baikonur

- T-Stoff (peróxido de hidrógeno al 80%, H2O2 como oxidante) y C-Stoff (metanol, CH3OH e hidrato de hidrazina, N2H4 •  n  (H2O) como combustible): Utilizado por Hellmuth-Walter-Werke en el Walter HWK 109-509A; por la familia de motores B y C utilizados en el Messerschmitt Me 163B Komet, un avión de combate de cohetes operacional de la Segunda Guerra Mundial; y en los prototipos del interceptor Ba 349 Natter tripulados de despegue vertical.
- Ácido nítrico (HNO3) y queroseno: Cohete soviético BI-1; prototipos del cohete MiG I-270; y el misil balístico de corto alcance Scud-A.
- Ácido nítrico fumante rojo inhibido (IRFNA, HNO3 + N2O4) y dimetilhidrazina asimétrica (1,1-dimetilhidrazina, (CH3) 2N2H2X): Misil Scud-C soviético y sus variantes.
- Ácido nítrico 73% con tetróxido de dinitrógeno 27% (AK27) y mezcla de queroseno/gasolina (TM-185): Varios misiles balísticos rusos (URSS) de la guerra fría (R-12, Misil Scud-B, -D); Irán: Shahab-5; y Corea del Norte: Taepodong-2.
- Peróxido de alto grado (H2O2) y queroseno: Black Arrow británico (años 1970); y estudio del BA-3200 estadounidense.
- Hidrazina (N2H4) y ácido nítrico fumante rojo: Cohete antiaéreo Nike Ajax.
- Dimetillhidrazina asimétrica (1,1-dimetilhidrazina) y tetróxido de dinitrógeno (N2O4): Cohete Proton; Rokot; cohete chino Larga Marcha (utilizado para lanzar los vehículos tripulados Shenzhou).
- Aerozina 50 (50% UDMH, 50% hidrazina) y tetróxido de dinitrógeno (N2O4): Cohetes Titan 2–4; módulo lunar Apolo; módulo de servicio del Apolo; y sondas interplanatarias (como los Voyager 1 y Voyager 2).
- Metilhidrazina (MMH, (CH3) HN2H2) y tetróxido de dinitrógeno (N2O4): Motores del orbitador del transbordador espacial, del sistema de maniobra orbital y de los propulsores del sistema de control de reacción (RCS); y los motores SpaceX y SuperDraco de Draco para el SpaceX Dragon.

Para los misiles balísticos intercontinentales y para la mayoría de las naves espaciales, incluidos los vehículos tripulados, las sondas planetarias y los satélites, el almacenamiento de propelentes criogénicos durante períodos prolongados es inviable. Debido a esto, las mezclas de hidrazina o sus derivados en combinación con óxidos de nitrógeno se usan generalmente para tales aplicaciones, pero son tóxicas y carcinógenas. En consecuencia, para mejorar la manipulación, algunos vehículos tripulados como el SpaceDev Dream Chaser y el SpaceShipTwo planean usar cohetes híbridos con combustible no tóxico y combinaciones de oxidante.

## Ejemplos
| |  |  |  |
| [1]-Diseño tubular de las toberas del cohete "Titan I" [2]-Motor del cohete V-2. El esquema de este motor se convirtió en un clásico durante más de medio siglo. Empuje: 25 tons (1942) [3]-Sistema de propulsión RD-107 del vehículo espacial "Soyuz" en un hangar técnico en el cosmódromo de Baikonur. Tales motores lanzaron los primeros satélites y los primeros astronautas al espacio. Empuje: 83,5 tons (1957) [4]-Instalación del motor North American Rockwell, Rocketdyne F-1. Los 5 motores están instalados en la primera etapa de la nave espacial "Saturno V". Estos motores impulsaron el vuelo del hombre a la Luna. Empuje: 691 tons (1967) |  |  |  |

## Inyectores
El uso de inyectores en los cohetes de combustible líquido determina el porcentaje del rendimiento teórico que se puede obtener en las toberas del motor. Un mal rendimiento del inyector hace que el propelente no quemado salga del motor, dando una eficiencia extremadamente pobre.
Además, los inyectores también suelen ser la clave para reducir las cargas térmicas en la boquilla; al aumentar la proporción de combustible alrededor del borde de la cámara, se generan temperaturas mucho más bajas en las paredes de la boquilla.

### Tipos de inyectores
Los inyectores pueden ser tan simples como una serie de agujeros de pequeño diámetro dispuestos en patrones cuidadosamente diseñados, a través de los que circulan el combustible y el oxidante. La velocidad del flujo está determinada por la raíz cuadrada de la caída de presión a través de los inyectores, la forma del agujero y otros detalles, como la densidad del propulsor.
Los primeros inyectores usados en el V-2 crearon chorros paralelos de combustible y oxidante que luego se quemaban en la cámara. Este procedimiento todavía daba una eficiencia bastante pobre. Actualmente, los inyectores consisten de manera habitual en varios orificios pequeños que dirigen los chorros de combustible y de oxidante para que colisionen en un punto a una corta distancia de la placa del inyector. Esto ayuda a dividir el flujo en pequeñas gotas que se queman más fácilmente.
Los principales tipos de inyectores son:
- Doblete autoincidente
- Triplete incidente cruzado
- Centrípeto o vorticial
- Pivote concéntrico

El inyector de pivote concéntrico permite un buen control de la mezcla de combustible y oxidante en un amplio rango de caudales. Este inyector se usó en los motores del Módulo lunar y en los motores cohete Merlín y Kestrel, motores diseñados por SpaceX y utilizados en el Falcon 9 y previstos para el Falcon Heavy.
Los motores principales del transbordador espacial usan un sistema de pivotes acanalados, que permite al hidrógeno calentado del precombinador vaporizar el oxígeno líquido que fluye por el centro de los difusores, lo que mejora la velocidad y la eficiencia del proceso de combustión; los motores anteriores como el F-1 utilizado en el programa Apolo tenían problemas con las oscilaciones que podían provocar la destrucción de los motores, pero esto no era un problema en el transbordador debido a este detalle de diseño.
Valentín Glushkó inventó el inyector centrípeto en la década de 1930, y se ha utilizado casi universalmente en los motores rusos. El movimiento de rotación se aplica al líquido (y a veces los dos propulsores se mezclan), y a continuación se expulsan a través de un pequeño orificio, donde originan una lámina en forma de cono que se atomiza rápidamente. El primer motor de combustible líquido de Goddard usó un único inyector. Científicos alemanes experimentaron durante la Segunda Guerra Mundial con inyectores en placas planas, que se usaron con éxito en el misil Wasserfall.

### Estabilidad de combustión
Para evitar inestabilidades debidas a oscilaciones a velocidades de flujo relativamente bajas, el motor debe tener suficiente diferencia de presión a través de los inyectores para hacer el flujo independiente de la presión de la propia cámara. Esta diferencia de presión debe ser al menos el 20% de la presión de la cámara en los inyectores.
Sin embargo, particularmente en motores más grandes, las oscilaciones de combustión de alta velocidad se desencadenan fácilmente, y este fenómeno todavía no se entiende muy bien. Estas oscilaciones de alta velocidad tienden a interrumpir la capacidad del lado del gas del motor, y esto puede causar que el sistema de enfriamiento falle rápidamente, destruyendo el motor. Este tipo de oscilaciones son mucho más comunes en los motores grandes, y tuvieron que ser superadas durante el desarrollo del Saturno V.
Algunas cámaras de combustión, como las de los motores principales transbordador espacial, usan un absorbente Helmholtz como mecanismo de amortiguación para evitar que aumenten ciertas frecuencias de resonancia.
Para evitar estos problemas, el diseño del inyector del transbordador espacial hizo un gran esfuerzo para vaporizar el propelente antes de la inyección en la cámara de combustión. Aunque se utilizaron muchas otras disposiciones para asegurar que no se produjeran inestabilidades, la investigación posterior mostró que estas otras medidas eran innecesarias, y la combustión en fase gaseosa funcionó de manera fiable.
Las pruebas de seguridad implican a menudo el uso de pequeños explosivos. Estos se detonan dentro de la cámara durante el funcionamiento y provocan una excitación impulsiva. Al examinar la huella de presión de la cámara para determinar con qué rapidez desaparecen los efectos de la perturbación, es posible estimar la velocidad y rediseñar las características de la cámara si es necesario.

## Ciclos de motor
Para los cohetes de propulsores líquidos, existen cuatro formas diferentes usuales de alimentar la inyección del propelente en la cámara de combustión.
El combustible y el oxidante deben bombearse a la cámara de combustión contra la presión de los gases calientes que se están quemando, y la potencia del motor está limitada por la velocidad a la que el propelente puede bombearse a la cámara de combustión. Para un uso atmosférico o de iniciación a alta presión, y por lo tanto, a alta potencia, es deseable utilizar el motor en ciclos sucesivos para minimizar el arrastre gravitatorio. Para un uso orbital, los ciclos de baja potencia generalmente son buenos.
Ciclo de tanque presurizado
Los propulsores se introducen desde tanques presurizados (relativamente pesados). Los tanques pesados significan que una presión relativamente baja es la óptima, lo que limita la potencia del motor, pero todo el combustible se quema, lo que permite una alta eficiencia. El medio inerte impulsor utilizado es frecuentemente helio, debido a su falta de reactividad y baja densidad. Ejemplos: El AJ-10, utilizado en el sistema de maniobra orbital del Space Shuttle; el Módulo de Mando y Servicio de Apolo; y la segunda etapa del Delta II.
Ciclo de alimentación por bomba eléctrica
Utiliza un motor eléctrico, generalmente un motor de imanes permanentes, para controlar las bombas hidráulicas. El motor eléctrico es alimentado por un conjunto de baterías. Es relativamente simple de implementar y evita todas las complejidades del uso de turbomáquinas, pero a expensas de la masa seca adicional del paquete de baterías. Un ejemplo de este motor es el Rutherford.
Ciclo con generador de gas
Un pequeño porcentaje de los propelentes se quema en un precalentador para alimentar una turbo bomba y luego se expulsa a través de una boquilla separada o bajo la principal. Esto da como resultado una reducción de la eficiencia, ya que el escape contribuye poco o nada al empuje, pero las turbinas de la bomba pueden ser muy grandes, lo que permite motores de alta potencia. Ejemplos: Motores F-1 y J-2; RS-68 del Delta IV; HM-7 del Ariane 5; y Merlín del Falcon 9.
Ciclo de corte
Toma los gases calientes de la cámara de combustión principal del motor del cohete y los dirige a través de las turbinas de la turbobomba para bombear combustible y luego se agota. Como no todo el combustible fluye a través de la cámara de combustión principal, el ciclo de derivación se considera un motor de ciclo abierto. Los ejemplos incluyen los motores J-2 y BE-3 del New Glenn.
Ciclo expansor
Elcombustible criogénico (hidrógeno o metano) se utiliza para enfriar las paredes de la cámara de combustión y la boquilla. El calor absorbido vaporiza y expande el combustible que luego se utiliza para impulsar las turbobombas antes de que entre en la cámara de combustión, lo que permite una alta eficiencia, o se evacúa al exterior, lo que permite turbobombas de mayor potencia. El calor limitado disponible para vaporizar el combustible limita la potencia del motor. Ejemplos: segundas etapas de los motores RL10 del Atlas V y Delta IV (ciclo cerrado); y LE-5 del H-II (ciclo de purga).
Combustión escalonada
Una mezcla rica en combustible u oxidante se quema en una turbina para alimentar las turbobombas, y este escape de alta presión se alimenta directamente a la cámara principal donde el resto del combustible u oxidante se quema, lo que permite presiones muy altas y gran eficiencia. Ejemplos: Motores principales del transbordador espacial; Raptor; RD-191; y LE-7.

### Comparación de ciclos del motor
Seleccionar un ciclo del motor es uno de los primeros pasos para diseñar el motor del cohete. Varias de las alternativas surgen de esta selección, algunas de las cuales incluyen:
|                  | Tipo de Ciclo                                                                   | Tipo de Ciclo | Tipo de Ciclo                                                                                   | Tipo de Ciclo |
| Generador de Gas | Ciclo de Expansión                                                              | Combustión por Etapas | Alimentación a Presión                                                                          | |
| ---------------- | ------------------------------------------------------------------------------- | --- | ----------------------------------------------------------------------------------------------- | --- |
| Ventajas         | Sencillo; baja masa seca; permite turbobombas de alta potencia para alto empuje | Alto impulso específico; bastante baja complejidad | Alto impulso específico; altas presiones de la cámara de combustión que permiten un alto empuje | Sencillo; sin turbobombas; baja masa seca; alto impulso específico                                                                      |
| Inconvenientes   | Menor impulso específico                                                        | Debe usar combustible criogénico; la transferencia de calor al combustible limita la potencia disponible para la turbina y, por lo tanto, el empuje del motor | Mayor complejidad                                                                               | La presión del tanque limita la presión y el empuje de la cámara de combustión; tanques pesados y mecanismos de presurización asociados |

## Enfriamiento
Los inyectores comúnmente se disponen de modo que se crea una capa rica en combustible en la pared de la cámara de combustión. Esto reduce la temperatura de la superficie de la cámara y más abajo, hasta la garganta e incluso dentro de la boquilla y permite que la cámara de combustión funcione a mayor presión, lo que facilita usar una boquilla con mayor relación de expansión, lo que produce un mejor ISP y un mejor rendimiento del sistema. Un motor cohete de propelente líquido a menudo emplea enfriamiento regenerativo, que usa el combustible o menos comúnmente el oxidante para enfriar la cámara y la boquilla.

## Ignición
La ignición se puede realizar de muchas maneras, pero tal vez con propulsores líquidos más que con otros cohetes, se requiere una fuente de ignición consistente y significativa; un retraso en la ignición (en algunos casos tan pequeño como unas pocas decenas de milisegundos) puede causar una sobrepresión de la cámara debido al exceso de propelente. Un encendido brusco con exceso de combustible puede incluso causar la explosión de un motor.
Generalmente, los sistemas de ignición tratan de aplicar llamas a través de la superficie del inyector, con un flujo másico de aproximadamente el 1% del flujo total de la cámara.
A veces se utilizan enclavamientos de seguridad para garantizar la presencia de una fuente de ignición antes de que se abran las válvulas principales; sin embargo, la fiabilidad de los enclavamientos puede en algunos casos ser menor que el sistema de encendido. Por lo tanto, depende de si el sistema puede fallar o no, o si el éxito global de la misión es más importante. Los enclavamientos rara vez se usan para etapas superiores no tripuladas, donde el fallo del enclavamiento podría causar la pérdida de la misión, pero están presentes en el transbordador, para apagar los motores antes del despegue. Además, la detección de ignición exitosa del encendedor es sorprendentemente difícil, algunos sistemas usan alambres delgados que son cortados por las llamas, los sensores de presión también han tenido algún uso.
Los métodos de ignición incluyen los sistemas pirotécnico, eléctrico (chispa o alambre caliente) y químico. Los propulsores Propergoles hipergólicos tienen la ventaja de autoencendido, de manera confiable y con menos posibilidades de arranques difíciles. En la década de 1940, los rusos comenzaron a encender motores con combustible hipergólico, que cambiaban por los propulsores primarios después de la ignición. Esto también se usó en el motor F-1 estadounidense en el Programa Apolo.